# Giovanni Bogado
Giovanni Emmanuel Bogado Duarte (Limpio, Central; 16 de septiembre de 2001) es un futbolista paraguayo. Juega de centrocampista y su equipo actual es el CS Ameliano de la Primera División de Paraguay, a préstamo desde Rosario Central.

## Trayectoria
Debutó el 9 de diciembre de 2016, en el partido que su equipo Libertad le ganó 1 a 0 a Rubio Ñu por la vigesimoprimera fecha del Torneo Clausura 2016.

## Selección nacional
Participó de la Copa Mundial de Fútbol Sub-17 de 2017 en India con la selección paraguaya Sub-17.

## Palmarés
| Club                           | País      | Año           |
| ------------------------------ | --------- | ------------- |
| Libertad                       | Paraguay  | 2016-         |
| Fernando de la Mora (préstamo) | Paraguay  | 2021-2022     |
| Atyrá FC (préstamo)            | Paraguay  | 2022          |
| CS Ameliano (préstamo)         | Paraguay  | 2023          |
| Rosario Central                | Argentina | 2023-         |
| CS Ameliano (préstamo)         | Paraguay  | 2024-         |
| Club Olimpia                   | Paraguay  | 2025-presente |

| Título          | Club                  | País      | Año  |
| --------------- | --------------------- | --------- | ---- |
| Torneo Apertura | Club Libertad         | Paraguay  | 2017 |
| Copa de la Liga | C. A. Rosario Central | Argentina | 2023 |